# Adriaan van Roey
Adrianus Paulus (Adriaan) Van Roey (Antwerpen, 16 februari 1884 – Deurne, 31 maart 1950) was een Belgisch tenor op operagebied.
Hij was zoon van arbeider Bonifacius Van Roey en Maria Catharina Bartolomeeusen. Hij kreeg zijn muziekopleiding aan het Antwerps conservatorium en trad vervolgens toe tot het gezelschap van de Vlaamse Opera. Hij zong er in de periode 1910-1914. Tijdens de Eerste Wereldoorlog vluchtte hij naar Engeland, waar hij in 1915 zong. In 1916 maakte hij een concertreis naar Zuid-Afrika om in 1917 weer terug te zijn in Londen, aan het Shaftesbury Theatre. En passant stichtte hij daar een operagezelschap, dat rond trok. In 1920 was hij terug in België en verbond zich in 1923 weer aan het Antwerps operagezelschap. In 1948 ging hij daar met pensioen.
Van Roey zong mee in een aantal naar het Nederlands vertaalde opera’s, waar onder De Rozenkavalier (Der Rosenkavalier van Richard Strauss). Bovendien is hij te zien in de films De Witte (1934, hij zingt daarin Het edele kind van Napoleon den Groote  en De Flierenfluiter (1942) van Jan Vanderheyden.